# ウィリアム・バンス
ウィリアム・ケネス・バンス（William Kenneth Bunce、1907年8月31日 - 2008年7月23日）は、アメリカ海軍の軍人、連合国軍最高司令官総司令部（SCAP/GHQ）民間情報教育局宗教文化資源課長。国家神道の解体を指示したGHQの神道指令策定に大きな役割を果たした。

## 経歴
オハイオ州ガリポリス生まれ。Otterbein Collegeを卒業後、オハイオ州立大学で歴史学修士。その後1930年代に松山高等学校に英語教師として勤務。
1939年にオハイオ州立大学で歴史学博士を取得し、1940年に Otterbein College で歴史学科長、後に学部長となる。1943年に辞職し、アメリカ合衆国海軍予備役軍に入隊。コロンビア大学の海軍軍政学校で、国際法、軍政、経済学、東南アジアの政治・文化・経済を学ぶ。1944年にプリンストン大学の海軍軍政学校で地域研究部門職員となった後、日本の占領計画策定に関与。
東京に派遣されて連合国軍最高司令官総司令部（GHQ）で民間情報教育局宗教資源課長を務めた。GHQと日本の代表としてユネスコ会議にも参加し、1949年にはユネスコ専門家委員会東京支部長になった。
占領終結後在日アメリカ大使館などで外交官として19年働き、1971年に引退した。引退後はヴァージニア州、メリーランド州に住み、園芸と写真を趣味とした。

## 人物
- 日本語に堪能だった[5]。
- 日本統治における功績により1946年にレジオン・オブ・メリットを受勲[1]。
- バンスの宗教文化資源課長時代の文書が「W. Kenneth Bunce Papers」としてトルーマン大統領図書館（英語版）に保管されている[6][7]。

## 私生活
大学時代に知り合った Alice Shively を妻とし、2人の娘、2人の息子を持った。妻は宣教師の子で、日本生まれ。